# Lucio Flavio
Lucio Flavio (en latín, Lucius Flavius) fue un político y militar romano de la república tardía. Fue cónsul suffectus en 33 a. C.

## Carrera
Como los partidarios de Octaviano iban creciendo con fuerza, Octaviano aprovechó el año 33 a. C. para honrar a hombres de escasa reputación entre la aristocracia romana, o a personas de influencia en las ciudades de Italia. 
De esta forma, a pesar de ser partidario de Marco Antonio, fue designado cónsul suffectus en 33 a. C., sucediendo a Lucio Autronio Peto el 1 de julio de ese año. Sin embargo ejerció la magistratura un solo día siendo sucedido por Marco Acilio Glabrión.